# Budy Zaklasztorne
Budy Zaklasztorne – wieś w Polsce położona w województwie mazowieckim, w powiecie żyrardowskim, w gminie Puszcza Mariańska.
Sołectwo Budy Zaklasztorne obejmuje wieś z  wyłączeniem nr 84-88, które podlegają pod sołectwo Małe Długokąty.
W latach 1975–1998 miejscowość administracyjnie należała do województwa skierniewickiego.
Wieś leży na obrzeżach Bolimowskiego Parku Krajobrazowego, w połowie odległości pomiędzy Żyrardowem a Skierniewicami, w pobliżu linii kolejowej Warszawa – Skierniewice. Przez wieś przepływa rzeka Korabiewka – dopływ Rawki. Pozostałości drugiej linii okopów rosyjskich z okresu I wojny światowej. Miejsce urodzenia Zygmunta Wrzodaka.

## Dojazd
Koleją – ze Skierniewic i Warszawy do stacji Radziwiłłów Mazowiecki, położonej w bezpośrednim sąsiedztwie wsi. Pociągi w obu kierunkach odjeżdżają średnio co godzinę. Podróż do centrum Warszawy zajmuje od 50 do 70 minut.
Samochodem – ze Skierniewic i Warszawy drogą wojewódzką nr 719, należy skręcić w Puszczy Mariańskiej w kierunku Radziwiłłowa Mazowieckiego.
Z Warszawy można również dojechać autostradą A2 węzeł Wiskitki, następnie kierować się drogą krajową nr 50 na Grójec i skręcić na Skierniewice w drogę 719. Alternatywnie drogą ekspresową S8 w Mszczonowie na Sochaczew i na Skierniewice w drogę 719. Podróż do granic Warszawy zajmuje od 30 do 50 minut.